# Mirza Olang
Mirza Olang (tiếng Ba Tư: میرزاولنگ) là ngôi làng thuộc huyện Sayyad, tỉnh Sar-e Pol ở Afghanistan. Làng này nằm cách thành phố Sar-e Pol khoảng 10 kilômét (6,2 mi) và được coi là nằm trong vành đai bao bọc lấy nó. Hầu hết cư dân Mirza Olang là người Shia Hazara. Tính đến năm 2017, khoảng 700 gia đình sống ở Làng Mirza Olang.